# Erik Jager
Erik Jager (Amsterdam, 28 ottobre 1942 – Haarlem, 19 novembre 2020) è stato un cestista olandese.

## Carriera
Con i Paesi Bassi ha disputato i Campionati europei del 1967.

## Palmarès
- Campionato olandese: 2

Flamingo's Haarlem: 1967-68, 1970-71